# Óleo de baleia
O óleo de baleia, também chamado de azeite de baleia, era uma substância extraída da gordura das baleias pescadas principalmente no Oceano Atlântico e Oceano Pacífico. Estes animais mamíferos marinhos possuem uma grossa camada de gordura que os protege das águas frias, onde vivem a maior parte do tempo.

## História
Seu uso, até o final do século XIX, era principalmente para fornecer combustível para iluminação das casas e ruas, como lubrificante, e na fabricação de sabão e até mesmo margarina. Sua carne era menos apreciada, sendo, em geral, só comercializada a dos animais arpoados junto às regiões costeiras. Outros produtos de valor eram o espermacete, utilizado na indústria de cosméticos, o âmbar e as barbatanas para fazer espartilhos. A indiscriminada pesca da baleia quase levou diferentes espécies à extinção, tendo sido proibida pela maioria das nações do mundo.
O Japão sofre atualmente muitas pressões por organizações de proteção a fauna por ainda permitir e comercializar a carne e o óleo de baleia. Apesar de a pesca da baleia ainda ser mantida pelo Japão alegando pesquisa científica, a sua carne tem sido comercializada na forma de produtos enlatados ou fresca para confecção de sushis e sashimis'

## Brasil
A cidade de Imbituba, em Santa Catarina, foi até meados do século XIX, um dos maiores pontos pesqueiro de baleias Francas, e atualmente é o berçário desta espécie e ainda preserva alguns vestígios das antigas armações.

### Argamassa
É comum, no Brasil, a afirmação de que o óleo de baleia teria sido muito utilizado na confecção da argamassa, para assentamento de tijolos e blocos de pedra nas construções civis e militares do século XVII até o século XIX. No entanto, esta afirmação é controversa, conforme os pesquisadores Paulo Pardal, Julio Katinsk e Nireu Cavalcanti.